# Werplijn
Een werplijn is een dunne lijn die vanaf een schip naar de wal, kade of een ander schip wordt geworpen. De werplijn heeft daarvoor aan één einde een verzwaring die is ingesplitst ("vuistje"). Aan het andere eind is een werplijnknoop.
De overgeworpen werplijn wordt vervolgens gebruikt om een meertros of slang naar de overkant te trekken, na gebruik wordt de werplijn teruggeworpen op het scheepsdek. Meestal worden deze werplijnen met een slipsteek aan de meertros bevestigd om de werplijn gemakkelijker los te trekken. Werplijnen zijn minimaal 25 à 30 meter lang, genoeg vanaf een hoog leeg vrachtschip te gooien.
Het werpgewicht is een ijzeren of loden bol van één tot twee kilo die rondom in het touw gesplitst is. Men moet als walpersoneel opletten dat men de bol niet op zijn hoofd krijgt. Daarom is het in de havens en sluizen verplicht veiligheidshelmen te dragen. Vroeger gebruikte men ook wel een stuk ijzer, zoals een kettingschalm of een zware bout dat aan de lijn gebonden werd, maar dat was levensgevaarlijk.
Als men de werplijn heeft, wordt het meertouw door mankracht, elektrische kaapstanderspillen op de kade of kaapstanderspillen op een lichte vrachtwagen, op de kade getrokken en over de meerpaal gelegd.
Op marineschepen die op volle zee bijbunkeren wordt eerst een werplijn overgeschoten met een werplijngeweer. Daarna wordt de lijn opgevangen en de transportkabel binnengehaald.